# アレクサンダー・フライ
- アレクサンダー・フレイ

アレクサンダー・フライ（Alexander Frei, 1979年7月15日 - ）は、スイス・バーゼル出身の元サッカー選手、サッカー指導者。現役時代のポジションはFW。スイス代表の通算最多得点記録の保持者である。
日本ではアレクサンダー・フレイと表記される場合が多いがフレイは英語読みで、ドイツ語読みではフライである。

## クラブ経歴
母国スイスのクラブでプロ選手としての経験を積み、2003年1月にリーグ・アン・スタッド・レンヌへ移籍すると、2003-04シーズンには19得点で得点ランク2位、2004-05シーズンには20得点で得点王になりヨーロッパ中の注目を浴びた。各チームが争奪戦を繰り返す中、2006年8月にヤン・コレルの抜けたボルシア・ドルトムントへと移籍した。移籍初年度の2006-07シーズンには16得点するなど3シーズンで34ゴールを挙げる活躍をみせた。ドルトムントのライバルであるシャルケと相性が良く、いくつものゴールを決めている 。ドルトムントでは、3シーズンの在籍で公式戦83試合に出場し、37得点を挙げた。
2009年7月、移籍金400万ユーロ（約5億3000万円）、3年契約で10代まで在籍していたバーゼルに復帰した。2009-10シーズン、リーグ戦優勝が懸かったFCシオンとの試合では、後半アディショナルタイムに逆転弾を挙げ、バーゼルのリーグ制覇に貢献した。その後、2010-11シーズンと2011-12シーズンの2シーズン連続でスーパーリーグ得点王に輝き、2011年9月21日のFCローザンヌ・スポルト戦では、同リーグ通算100得点目を記録した。現役ラストシーズンとなった2013-14シーズンは、公式戦31試合で14得点を挙げるなど、全く衰えを見せない活躍だったが、2013年4月11日に行われたUEFAヨーロッパリーグ準々決勝のトッテナム・ホットスパーFC戦にて、前半11分にモハメド・サラーと途中交代して現役最後の試合を終えた。

## 代表経歴
スイス代表では2001年ユーゴスラビア戦にてデビューを果たす。この時同時にU-21スイス代表のストライカーとしても活躍、2002年のU-21欧州選手権で2得点を挙げている。EURO2004では無得点に終わったが、同大会のイングランド代表戦で対戦相手のスティーヴン・ジェラードに対して唾を吐き、公式戦3試合の出場停止処分を受けた。2006 FIFAワールドカップでは2得点を挙げ、スイスのベスト16進出に貢献した。2007年3月、ヨハン・フォーゲルに代わってスイス代表のキャプテンに就任した。
2008年5月30日に行われたスイス対リヒテンシュタインの親善試合において2得点をあげ、歴代代表FWの得点記録34得点を更新した。同年に開催されたEURO2008で更なる記録が期待されたが、初戦のチェコ戦で前半終了間際に左膝の靭帯損傷を負い離脱。大会中の復帰はかなわなかった。
2010 FIFAワールドカップでは直前合宿で捻挫するなどコンディションが整わず、初戦のスペイン戦は欠場。後の2試合に出場するも得点はなく、チームもグループリーグで敗退。ワールドカップ前後からパフォーマンスに批判が多くなり、2011年4月に代表引退を表明した。
代表での最後の得点は2010年11月の親善試合、ウクライナ戦での2得点で、代表での通算成績は84試合42得点。先述の通り、得点数はスイス代表歴代1位である。

## 指導者経歴
2015年からFCバーゼルの下部組織で指導者としての経験を積み、2020年9月7日、チャレンジリーグに在籍していたFCヴィル1900の監督に就任した。
2021年12月20日、FCヴィンタートゥールのトップチームの監督に就任することが発表された。2021-22シーズン終了後に同クラブを退任したが、チームをチャレンジリーグ優勝に導いた。
2022年5月31日、現役時代の古巣であるFCバーゼルの監督に招聘された。

## 所属クラブ
- FCバーゼル 1997-1998
- FCトゥーン 1998-1999
- FCルツェルン 1999-2001
- セルヴェットFC 2001-2003
- スタッド・レンヌ 2003-2006
- ボルシア・ドルトムント 2006-2009
- FCバーゼル 2009-2013

## 代表歴

### 出場大会
- スイス代表
  - 2006 FIFAワールドカップ
  - 2010 FIFAワールドカップ

### 試合数
- 国際Aマッチ 84試合 42得点（2001年-2011年）[13]

| スイス代表 | 国際Aマッチ | 国際Aマッチ |
| 年         | 出場        | 得点        |
| ---------- | ----------- | ----------- |
| 2001       | 8           | 5           |
| 2002       | 6           | 2           |
| 2003       | 8           | 7           |
| 2004       | 9           | 2           |
| 2005       | 11          | 7           |
| 2006       | 11          | 8           |
| 2007       | 3           | 1           |
| 2008       | 8           | 5           |
| 2009       | 9           | 3           |
| 2010       | 9           | 2           |
| 2011       | 2           | 0           |
| 通算       | 84          | 42          |

## タイトル

### クラブ
セルヴェットFC
- スイス・カップ 2000-01

FCバーゼル
- スーパーリーグ 2009-10, 2010-11, 2011-12, 2012-13
- スイス・カップ 2009-10, 2011-12
- Uhrencup 2010-11

### 個人
- スイス年間最優秀選手賞 : 2回 (2004, 2005)
- スーパーリーグ年間最優秀選手賞 : 2回 (2011, 2012)
- リーグ・アン得点王 : 1回 (2004-05)
- スーパーリーグ得点王 : 2回 (2010-11, 2011-12)